# Medal Generał Armii Margiełow
Medal „Generał Armii Margiełow” (ros. Медаль «Генерал армии Маргелов») – rosyjskie odznaczenie wojskowe.
Medal „Generał Armii Margiełow” został ustanowiony rozkazem ministra obrony Federacji Rosyjskiej nr 182 z 6 maja 2005 roku.

## Zasady nadawania
Medal „Generał Armii Margiełow” jest nadawany wojskowym służącym w wojskach powietrznodesantowych (WDW) za nienaganną, co najmniej 15-letnią służbę, pod warunkiem posiadania odznaki resortowej „Za Zasługi” oraz osobom cywilnym – personelowi WDW posiadającym nienaganny, 20-letni okres służby. Medalem mogą być również nagradzani byli żołnierze WDW, którzy w jednostkach tych przesłużyli co najmniej 25 lat oraz wojskowi i pracownicy cywilni innych rodzajów broni za osobisty wkład w rozwój WDW.
Medal przyznawany jest na rozkaz głównodowodzącego rosyjskich wojsk powietrznodesantowych na wniosek jego zastępców, dowódców jednostek i przewodniczących organizacji sił zbrojnych FR wskazanych przez ministerstwo obrony.

## Opis odznaki
Odznaką medalu jest wykonany z „metalu koloru złocistego” krążek o średnicy 32 mm. Na awersie, niżej z prawej strony, umieszczony jest portret gen. armii W. Margiełowa, nad nim (również z prawej strony) desant 12 spadochroniarzy z samolotu. Z lewej strony widnieje dwurzędowy napis: Генерал армии МАРГЕЛОВ (pol. Generał armii MARGIEŁOW), nad napisem obłoki, a pod nim 3 haubice i 3 BMP w terenie. Na rewersie, w centrum, znajduje godło wojsk powietrznodesantowych oraz umieszczone półkolem napisy (u góry) МИНИСТЕРСТВО ОБОРОНЫ (pol. MINISTERSTWO OBRONY) i (u dołu) РОССИЙСКОЙ ФЕДЕРАЦИИ (pol. ROSYJSKIEJ FEDERACJI). Medal zawieszony jest na metalowej, pięciokątnej blaszce obciągniętej wstążką szerokości 24 mm. koloru pomarańczowo-niebieskiego i czarnym paskiem z lewej i zielonym z prawej strony.

## Symbolika
Poszczególne elementy medalu symbolizują:
- portret gen. Wasilija Margiełowa – wybitne, osobiste zasługi dla radzieckich wojsk powietrznodesantowych; elementy techniki wojskowej (samolot, wozy bojowe, haubice) – nowoczesne, zmechanizowane oddziały powietrznodesantowe; godło państwowe FR z nazwą rosyjskiego ministerstwa obrony – rangę odznaczenia.
- kolory wstążki – status medalu jako nagrody resortowej (pomarańcz – kolor najwyższego, bojowego orderu rosyjskiego – Orderu św. Jerzego), niebieski i zieleń – kolory wojsk powietrznodesantowych.